# Folly of Vanity
Folly of Vanity è un film muto del 1924 diretto da Maurice Elvey e Henry Otto che si compone di due parti: quella moderna fu diretta da Elvey, quella di genere fantastico, da Henry Otto.

## Trama
Alice e Robert, due giovani sposi, sono invitati a una stravagante festa data da Ridgeway, uno dei ricchi clienti di Robert. Alice irrita però il marito quando accetta da Ridgeway una preziosa collana di perle. Tutti sono invitati a una crociera sullo yacht del padrone di casa dove Alice continua a ricevere le attenzioni di Ridgeway, mentre Robert si mette a flirtare con una ricca vedova. Una notte, Alice sogna di buttarsi in acqua per sfuggire a Ridgeway: viene portata alla corte di Nettuno dove si tiene una grande festa in suo onore, lei, la più bella di tutte le sirene. Ma una strega vede che le perle hanno segnato il suo collo con il marchio della vanità. Nettuno, allora, la manda via. La giovane donna si risveglia, restituisce il vezzo di perle a Ridgeway e si riconcilia con il marito.

## Produzione
Il film fu prodotto dalla Fox Film Corporation.

## Distribuzione
Distribuito dalla Fox Film Corporation, il film - presentato da William Fox - uscì nelle sale cinematografiche statunitensi il 21 dicembre 1924. Il copyright del film, richiesto dalla Fox Film Corp., fu registrato il 25 gennaio 1925 con il numero LP21130.
Copia completa della pellicola si trova conservata nel Narodni Filmovy Archiv di Praga.